# Fülöp Gábor (szobrász)
Fülöp Gábor (Mátészalka, 1981. november 12.) szobrász.

## Tanulmányai, munkássága
A Nyíregyházi Művészeti Szakközépiskolában Balogh Géza volt a tanára. A Magyar Képzőművészeti Egyetemen 2008-ban diplomázott szobrász szakon, mesterei Kő Pál és Gálhidy Péter voltak. 2004-ben Székely Bertalan, majd 2005-ben Erasmus ösztöndíjban részesült. 2006-ban a Ludwig Alapítványtól is ösztöndíjat kapott. Ugyancsak 2006-ban nyerte el a Samu Géza-díjat, 2007-ben pedig megkapta a Füvészkert szoborpályázatának I. díját. 
Diplomája megszerzését követően már az első alkalommal elnyerte a megpályázott Derkovits Gyula képzőművészeti ösztöndíjat. 2009-ben KOGART-díjban, 2012-ben pedig a Római Magyar Akadémia ösztöndíjában részesült. A Műcsarnokban először 2003-ban a Plastica Dreams tárlaton, majd a 2015-ös (Itt és most) és a 2020-as (Szabadjáték) képzőművészeti szalonokon vett részt. 2013-ban a debreceni MODEM Modern és Kortárs Művészeti Központ Halálos természet, 2019-ben Magyar Nemzeti Galéria Élő gyűjtemény című kiállításán szerepelt. Külföldön többek között Bolognában (2011), Hongkongban (2011), Münchenben (2012), Sanghajban (2012), Saint-Tropezban (2013), Mariborban (2014) és a Római Magyar Akadémián (2014) szerepelt.
Számos hazai és külföldi gyűjteményben fellelhetők a művei. Budapesten él és dolgozik.

## Stílusa
Főleg fával dolgozik; a felületet gyakran megfesti, lakkozza; ellenkező esetben változatos, inkább biológiai, mint geometriai jellegű mintázatokkal fedi a felületet. Fő témái az emberi alak és elvont tartalmak. Antony Gormley, Annemie Fontana és a japán lakkozástechnika hatásai is megfigyelhetők szobrain.